# Trilepidea
Trilepidea es un género con 2 especies de arbustos pertenecientes a la familia Loranthaceae. Es originario de Nueva Zelanda.

## Taxonomía
El género fue descrito por Philippe Édouard Léon Van Tieghem  y publicado en Bulletin de la Société Botanique de France  42: 28 en el año 1895. La especie tipo es Trilepidea adamsii (Cheeseman) Tiegh.

## Especies
- Trilepidea adamsii
- Trilepidea ralphii[3]